# Анадоль
Анадо́ль — село Хлібодарівської сільської громади Волноваського району Донецької області України. Відстань до райцентру становить 28 км і проходить автошляхами Н20 та місцевого значення.

## Географія
У селі Балка Тавлу впадає у річку Малий Кальчик.

## Герб
Щит розділено по горизонталі на дві частини срібною хвилястою лінією. На верхній - золота композиція на зеленому тлі уособлює історичне сьогоднішнє життя, його життєдіяльність, нижня – срібно-золота композиція на синьому тлі – минуле села.
Верхня частина зеленого кольору – кольору сільгоспугідь, на якому зображені золоті символи основної діяльності мешканців села – хліборобство та тваринництво. Вінчає композицію бджола, що символізує працелюбність анадольців. Синій колір нижньої частини символізує морський простір Анатолійського узбережжя, на якому срібне зображення капітелію – деталь античної будови, яка вказує на приналежність мешканців села до вихідців із Анатолії. Над капітеллю – золота літера «А».

## Загальні відомості
Анадоль — село, центр сільської ради. Розташоване за 6 км від залізничної станції Карань. Населення — 666 осіб. Сільській раді підпорядкований також населений пункт Полкове. Землі села межують із Бойківським районом Донецької області.
Село під назвою Анадоль засноване у 1826 році анатолійськими греками із Османської імперії. 1924 року тут створено 2 ТСОЗи, які у 1930 році об'єдналися в колгосп «Авангард».
На території Анадоля розташовувалася центральна садиба колишнього колгоспу ім. Леніна, який мав 3775 га орної землі. Це було одне з великих багатогалузевих господарств району. Виробничий напрям — м'ясо-молочне тваринництво, птахівництво. Розвивалася така галузь, як вівчарство. Колгосп також займався вирощуванням зернових та технічні культури рослин (соняшник). На південь за кількасот метрів від села розташований затоплений гранітний кар'єр.
У селі — восьмирічна школа, клуб, бібліотека. Функціонує лікарня, є дитячі ясла. Працюють 3 магазини.
Через село двічі на день туди та назад курсує автобус за маршрутом Маріуполь — Волноваха.

## Походження назви
У першій чверті XX ст. зрідка іменувалося ще Старо-Анадоль — на річці Кальчик, вона ж Шигарова. Зустрічаються варіанти Великий Анадоль і Велико-Анадоль.
Засноване в 1826 р. греками — вихідцями з Малої Азії, звідси близькість говірки жителів села допонтійському діалекту новогрецької мови. Переселення до Північного Приазов'я сталося під час грецької національно-визвольної революції 1821—1829 рр. На цей факт прямо вказують і старі варіанти ойконіма — Анадолу, Анатолія — з новогрецької 'Ανατολή' Малая Азія' (із 'ανατολή' східна). Перший із них фонетично близький до османського хороніму Anadolu, назві Малої Азії і провінції в її західній частині в період Османської імперії. У тексті «Опису турецької імперії, складеному росіянином, що був у османському полоні у другій половині XVII століття» зустрічається саме цей варіант хороніма Анадолу. У наявному тут покажчику власних імен, а також історико-географічному словнику, складеному П. А. Сирку (що редагував текст «Опису …»), повідомляється, що даний топонім — від грец. 'Ανατολη 'східний', звідси 'Ανατολή — Мала Азія, у слов'ян — Анатолія, в османів Анадолу.
Катойконіми: анадóльський, анадóльська, анадóльці. У сусідніх селах жителів Анадолу називають: кальчікóтус, так як село розташоване на річці Кальчик.

## Населення

### Мова
Розподіл населення за рідною мовою за даними перепису 2001 року:
| Мова            | Кількість | Відсоток |
| --------------- | --------- | -------- |
| російська       | 533       | 80.03%   |
| українська      | 117       | 17.57%   |
| вірменська      | 8         | 1.20%    |
| грецька         | 3         | 0.45%    |
| білоруська      | 2         | 0.30%    |
| інші/не вказали | 3         | 0.45%    |
| Усього          | 666       | 100%     |

За даними перепису 2001 року населення села становило 666 осіб, із них 17,57 % зазначили рідною мову українську, 80,03 % — російську, 1,2 % — вірменську, 0,45 % — грецьку та 0,3 % — білоруську мову.